# Пруди (Молодечненський район)
Пруди (біл. вёска Пруды) — село в складі Молодечненського району Мінської області, Білорусь. Село підпорядковане Лебедівській сільській раді, розташоване в західній частині області.